# 말리의 행정 구역

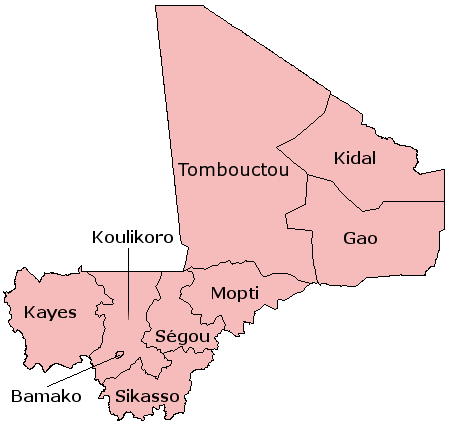
말리의 행정 구역

말리는 8개 주와 특별구 1개로 구성되어 있으며 이들 주는 다시 49개 현과 703개 군으로 나뉜다.

## 목록
| 행정 구역 이름  | 면적 (km2) | 인구 (2009년 기준) |
| --------------- | ---------- | ------------------ |
| 가오주          | 170,572km2 | 544,120명          |
| 케스주          | 120,760km2 | 1,996,812명        |
| 키달주          | 151,430km2 | 67,638명           |
| 쿨리코로주      | 90,120km2  | 2,418,305명        |
| 몹티주          | 79,017km2  | 2,037,330명        |
| 세구주          | 64,947km2  | 2,336,255명        |
| 시카소주        | 71,790km2  | 2,625,919명        |
| 통북투주        | 497,926km2 | 681,691명          |
| 바마코 (특별구) | 252km2     | 1,809,106명        |

## 같이 보기
- ISO 3166-2:ML